# 生殖期
精神分析学中的生殖期是西格蒙德·弗洛伊德所使用的表述，用于描述人类的性心理发展的最后阶段。 该阶段个人会对家庭以外的人产生强烈的性兴趣。

## 弗洛伊德及后世学者
1915年，西格蒙德·弗洛伊德（Sigmund Freud）将生殖期的概念添加到《性学三论》（1905年）中。包括5个发展阶段，分别是口腔期，肛门期，性器期，潜伏期和生殖期。生殖期大约从青春期初开始，到死亡为止。根据弗洛伊德的说法，这一阶段会出现俄狄浦斯情结出现。生殖期与性器期类似，其主要的关注点都是生殖区，不同的是，在本阶段这种关注能够被意识到。
当性驱力和攻击力恢复后，就会进入生殖期。性快感的来源扩展到了父母之外。 如果在性器期，孩子被同性父母潜意识吸引，那么在这一阶段可能会发生同性恋关系。 然而，从下面对性器期的解释来看，与其初步理解不一致。恋母情结是性器期的关键组成部分之一，可以解释为需要父母亲作为性欲的主要回应主体。必须明确的是，母亲可以更多地回应以满足其释放和表现性欲，因此是母亲作为婴儿表现性欲的对象，而不是父亲。受测者不太可能对父亲产生任何潜意识的性吸引，因为父亲的存在是让受测者无法拥有母亲的根源：受测者仍专注于接受母亲的关注。此外，在性器期中的所有性吸引完全是无意识的。
在生殖期，自我和超我已有很大发展。这可以使个人有更现实的思维方式，并建立除家庭之外的各种社会关系。 生殖期是最后的阶段，被认为是成熟度最高的阶段。 在这个阶段，成年人有两种成熟的迹象，可致力于工作和相爱。 
该阶段从青春期开始，但到成年后都未必能完成。 奥托·费尼切尔（Otto Fenichel）认为，生殖器至上是克服矛盾和对完整客体的爱的前提。 
1960年，罗伯特·怀特（Robert W. White）将弗洛伊德的生殖期理论从本能需求扩展到将本能效应包含在内。他对该阶段的扩充包括：个人将开始决定其在社会中扮演的角色，以及开始为了社会和性满足的约会。 

## 预后
弗洛伊德认为个体达到生殖期的程度与神经症易感性呈负相关。 相反，固着在早期的性心理水平上会阻碍正常性关系的发展。 
需要注意的一点，尽管口腔期，肛门期和生殖期都是不同的阶段，但它们可以同时發生，也可能不定期发生。 弗洛伊德认为，如果过度满足或满足受挫，个人可能会停滞在某一个阶段。如果成人未能完成某个阶段，则可能在日后的生活中发生固着。 

## 批判
虽然正常的生殖人格在理论上被认为是理想的体系，但在实践中，生殖期理论可能会陷入对物品和使人成瘾的目标的迷恋，而不是可体验的现实。 

## 相关阅读
- Karl Abraham, 'Character Formation on the Genital Level of Libidinal Development', in Selected Papers (1927)
- Laplanche, Jean; Pontalis, Jean-Bertrand (1973). "Genital Stage or Organisation (pp. 186-7)". The Language of Psycho-analysis （页面存档备份，存于）. London: Karnac Books. ISBN 0-946439-49-4; ISBN 978-0-946439-49-2.
- Nagera, Humberto (编). . . London: Karnac Books. 2012 [1969]. ISBN 978-1-78181098-9.
- Freud's Psychosexual Stages （页面存档备份，存于）.